# دوغلاس آدمز
دوغلاس نويل آدمز (بالإنجليزية: Douglas Noël Adams)‏ (11 مارس 1952 – 11 مايو 2001) هو مؤلف، وروائي، وكاتب سيناريو، وفكاهي، وهاجٍ، ومؤلف درامي. كان آدامز كاتب دليل المسافر إلى المجرة، الذي أُنتج لأول مرة على شكل مسلسل كوميدي على راديو هيئة الإذاعة البريطانية بي بي سي في عام 1978، قبل أن يتطور إلى «ثلاثية» من خمسة كتب حققت أكثر من 15 مليون نسخة مُباعة أثناء حياته، وأُنتج منها مسلسل تلفزيوني، وعدة مسرحيات، ومجلات هزلية، ولعبة فيديو، وحُولت إلى فيلم روائي عام 2005.
كتب آدمز أيضًا وكالة مباحث ديرك جينتلي الشمولية (1987) ووقت الشاي الأسود الطويل للروح (1988)، وشارك في كتابة معنى الحياة (1983)، والفرصة الأخيرة للرؤية (1990)، بالإضافة إلى ثلاث قصص للمسلسل التلفزيوني دكتور هو. عمل أيضًا محرر نص للموسم السابع عشر من المسلسل في عام 1979. شارك أيضًا في كتابة اسكتش مونتي بايثون إساءة التعامل مع المرضى الذي ظهر في الحلقة الأخيرة من سيرك مونتي بايثون الطائر. نُشرت مجموعة من أعماله المختارة بعد موته، تضمنت الطبعة الأولى لروايته الأخيرة غير المكتملة، التي نُشرت تحت اسم سلمون الشك.
كان آدمز مؤيدًا لحماية البيئة والحفاظ عليها، ومحبًا للسيارات السريعة والابتكار التقني، وماكنتوش أبل، وأعلن نفسه ملحدًا راديكاليًا.

## نشأته
وُلد آدمز في 11 مارس عام 1952 لوالديه جانيت (دونوفان قبل الزواج 1927-2016) وكريستوفر دوغلاس آدمز (1927-1985) في كامبريدج. انتقلت العائلة إلى الطرف الشرقي من لندن بعد ولادته بعدة أشهر، حيث وُلدت أخته سوزان بعد ذلك بثلاث سنوات. تطلق والداه في عام 1957، انتقل دوغلاس وسوزان وأمهما إلى مأوى الحيوانات آر إس بي سي إيه في برينتوود، إسيكس، الذي يديره جد وجدة أمه.

### تعليمه
ارتاد آدمز مدرسة بريمروز هيل الابتدائية في برينتوود. اجتاز امتحان قبول مدرسة برينتوود عندما كان في التاسعة. ارتاد المدرسة الإعدادية منذ عام 1959 وحتى عام 1964، بعد ذلك المدرسة الرئيسية حتى ديسمبر عام 1970. كان طول آدمز ستة أقدام (1.8 متر) عندما كان عمره اثنتا عشر عامًا، وتوقف عن النمو عندما بلغ ستة أقدام وخمسة إنشات (1.96 متر). قال مدرس فصله فرانك هالفورد إنّ طول آدمز جعله بارزًا، وقد كان خجولًا بسبب ذلك. كان معروفًا في المدرسة بسبب قدرته على كتابة القصص. أصبح الطالب الوحيد الذي حصل على عشرة من أصل عشرة من الأستاذ هالفورد للكتابة الإبداعية، وقد تذكر هذا لبقية حياته، وخاصة عندما كان يواجه مشكلة قفلة الكاتب.
نُشرت بعض من أولى كتاباته في المدرسة، مثل تقرير عن ناديه للتصوير الفوتوغرافي البرينتووديان عام 1962، أو مثل مراجعات ساخرة في مجلة المدرسة برودشيت، التي يحررها بول نيل ميلن جونستون، والذي أصبح فيما بعد شخصيةً في دليل المسافر. صمم أيضًا غلاف أحد إصدارات برودشيت، ونشر رسالة وقصة قصيرة في المجلة الهزلية للصبيان ذا إيغل في عام 1965. اكتُشفت قصيدة كتبها آدمز في يناير عام 1970 عندما كان في عمر السابعة عشر في خزانة المدرسة في بداية عام 2014، وكانت بعنوان «بحث حول مهمة كتابة الشعر على ضوء الشمعة وبيان لبعض الصعوبات المتعلقة بذلك».
فاز بالمنحة الدراسية «المعرض» باللغة الإنجليزية في كلية سانت جونز في كامبريدج بموجب مقال عن الشعر الديني ناقش فيه البيتلز ووليم بليك في عام 1971. أراد الانضمام إلى نادي فوت لايتس، وهوي نادٍ كوميدي للطلاب بدعوة فقط، وكان بمثابة بيت دافئ للمواهب الكوميدية. لم يُختر فورًا كما أَمِلَ، وبدأ بكتابة المسرحيات الترفيهية المتنوعة وأدّاها مع ويل آدمز (لا توجد صلة قرابة) ومارتن سميث، مشكلين مجموعة تدعى «آدامز-سميث-آدمز»، وأصبح عضوًا في فوت لايتس بحلول عام 1973. رغم قيامه بعمل قليل جدًا -ذكر أنه أكمل ثلاثة مقالات في ثلاث سنوات- تخرج في عام 1974 بدرجة 2 من أصل2 في الأدب الإنجليزي.

## روايات
- سلسلة روايات دليل المسافر إلى المجرة:
  - دليل المسافر إلى المجرة - 1979
  - المطعم في نهاية الكون - 1980
  - الحياة والكون وكل شيء - 1982
  - وداعا وشكرا على السمك - 1984
  - غير مضر عموماً - 1992
- وكالة ديرك جنتلي للتحقيقات الشمولية - 1987
- وقت الشاي الطويل المظلم للروح - 1988

## روابط خارجية
- دوغلاس آدمز على موقع IMDb (الإنجليزية)
- دوغلاس آدمز على موقع ميتاكريتيك (الإنجليزية)
- دوغلاس آدمز على موقع الموسوعة البريطانية (الإنجليزية)
- دوغلاس آدمز على موقع روتن توميتوز (الإنجليزية)
- دوغلاس آدمز على موقع مونزينجر (الألمانية)
- دوغلاس آدمز على موقع قاعدة بيانات الأفلام العربية
- دوغلاس آدمز على موقع ألو سيني (الفرنسية)
- دوغلاس آدمز على موقع ميوزك برينز (الإنجليزية)
- دوغلاس آدمز على موقع أول موفي (الإنجليزية)
- دوغلاس آدمز على موقع قاعدة بيانات الأفلام السويدية (السويدية)